# Giovanni Gabrieli
Giovanni Gabrieli (ur. między  1554 a 1557 w Wenecji, zm. 12 sierpnia 1612 tamże)  – włoski kompozytor i organista, uczeń i bratanek Andrei Gabrielego, również kompozytora.
Młodość spędził w Wenecji, gdzie zapewne się urodził. Tam też odebrał pierwsze wykształcenie muzyczne u swego stryja Andrei Gabrielego. Około 1573 został zatrudniony na dworze księcia bawarskiego Albrechta V w Monachium, gdzie kierował kapelą książęcą oraz tworzył muzykę sakralną i świecką. Po śmierci księcia Albrechta w 1579 Gabrieli powrócił do Wenecji, gdzie został organistą w bazylice św. Marka. Był także związany z innymi mecenasami, m.in. z bankierską rodziną Fuggerów oraz z dworem mantuańskim.
Już za życia twórczość Giovanniego Gabrielego cieszyła się ogromnym poważaniem. Był uznawany za mistrza motetów i madrygałów. Przyczynił się do rozkwitu szkoły weneckiej w okresie późnego renesansu włoskiego. Szczególnie popularny był jego zbiór 61 utworów z 1597 roku pt. Symphoniae sacrae.
Gabrieli kontaktował się z najwybitniejszymi twórcami muzycznymi swojej epoki. Podczas pobytu w Bawarii współpracował z Orlandem di Lasso, z którym nie zerwał znajomości również po powrocie do Wenecji. Przyjaźnił się z też Hansem Leo Hasslerem, jednym z najbardziej znanych twórców chorałów luterańskich.
Podobno na łożu śmierci Giovanni Gabrieli miał przekazać swój pierścień Heinrichowi Schützowi, który okazał się najwybitniejszym kompozytorem niemieckim tworzącym przed Janem Sebastianem Bachem.
Najważniejsze kompozycje:
- Ecclesiasticae cantiones na 4-6 głosów
- Sacrae symphoniae cz.1 na 6-16 głosów
- Symphoniae sacrae cz.2 na 6-19 głosów
- Canzoni et Sonate na 3-22 głosy